# 塔利亚

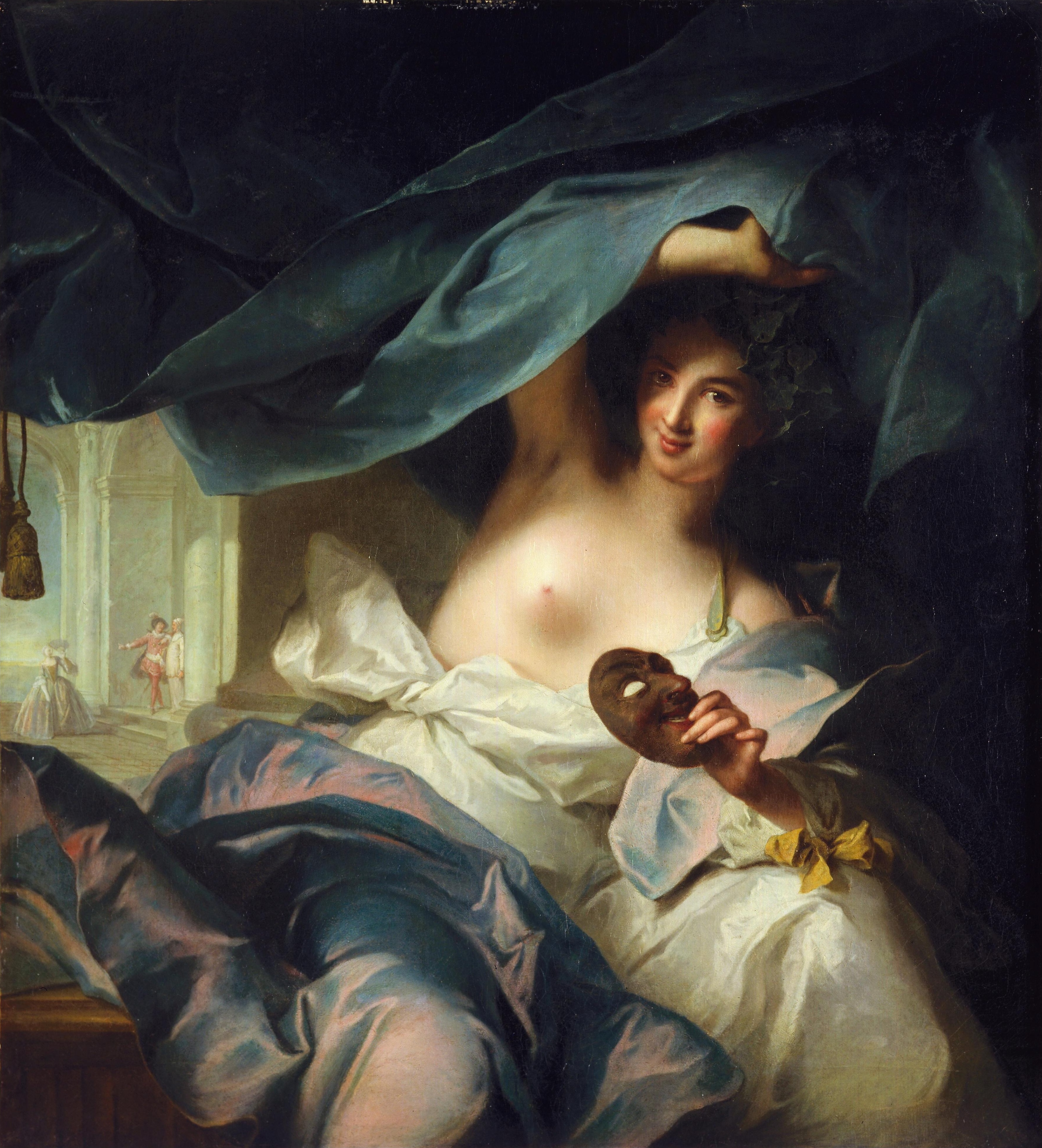
塔利亚，作者为让·马克·纳捷

塔利亚（希腊语：θαλεια，来源于单词θάλλεω，字面意思为“开花”或“繁荣”）希腊神话中司喜剧的缪斯。
根据赫西俄德的记述，塔利亚是宙斯与记忆女神谟涅摩叙涅的女儿，负责掌管喜剧和轻松的诗歌。在古典艺术中，她的形象通常是一位头戴常春藤花冠的美丽少女，左手持喜剧面具，右手持牧羊杖或铃鼓。
塔利亚与阿波罗结合，生下的孩子就是科律班忒斯一族（科律班忒斯是敬奉女神库柏勒的一群半人半神的祭司的统称，常被与枯瑞忒斯混同起来）。
多情的宙斯迷上了自己的女儿，遂变成一只鹰把塔利亚劫持到西西里，并在那里与她结合。塔利亚担心遭到赫拉的迫害，因此请求大地女神盖亚的庇护。大地裂开将塔利亚吞没，她就在地下生下了孪生神帕利客（其他说法则认为帕利客兄弟是赫淮斯托斯与埃特娜所生，或宙斯与赫淮斯托斯的一个与塔利亚同名的孙女所生）。
小行星23号司剧星的名字来自塔利亚。

## 资料来源
- 《世界神话辞典》，辽宁人民出版社，ISBN 7-205-00960-X
- 《神话辞典》，（苏联）M·H·鲍特文尼克等，统一书号：2017·304